# دیو دافیلد
دیو دافیلد (انگلیسی: David Duffield؛ زادهٔ ۲۱ سپتامبر ۱۹۴۱) کارآفرین و سرمایه‌دار اهل ایالات متحده آمریکا است، که در سال ۲۰۰۵ شرکت ورک‌دی را تأسیس کرد.